# Rajadell (kommunhuvudort)
Rajadell är en kommunhuvudort i Spanien.   Den ligger i provinsen Província de Barcelona och regionen Katalonien, i den östra delen av landet, 500 km öster om huvudstaden Madrid. Rajadell ligger 358 meter över havet och antalet invånare är 499.
Terrängen runt Rajadell är kuperad. Runt Rajadell är det ganska glesbefolkat, med 36 invånare per kvadratkilometer. Närmaste större samhälle är Manresa, 9,8 km öster om Rajadell. 